# Chiesa di San Mauro (Cagliari)
La chiesa di San Mauro è una chiesa di Cagliari, ubicata in via San Giovanni, nel quartiere Villanova. La chiesa è officiata dai Francescani dell'Ordine dei Frati Minori, che dimorano nell'annesso convento.

## Storia e descrizione
La chiesa, che insieme al convento venne fondata nel 1646 dal canonico Francesco Gaviano, deve la sua intitolazione al rinvenimento (nel 1620), nella necropoli della basilica di San Saturnino, delle reliquie del martire cagliaritano Mauro, nel contesto della ricerca dei Corpi Santi. San Mauro sorse su un'area precedentemente occupata da una chiesetta dedicata alla Vergine della Salute.
La bella facciata è stata in parte modificata nel 1935, è in stile classico, scandita da cornici e lesene. Superato il portale, si scende per una scala al piano di calpestio del piccolo atrio che precede l'interno del tempio, che si presenta a navata unica, con tre cappelle per lato e presbiterio a pianta rettangolare. La prima cappella a destra, dedicata a San Raffaele Arcangelo, a differenza delle altre (voltate a botte) è coperta da una cupola ottagonale e ospita un prezioso altare marmoreo in stile barocco. Sia le nicchie dell'altare che le sei disposte nelle pareti laterali della cappella, ospitano pregevoli sculture lignee del XVIII secolo, raffiguranti gli arcangeli Raffaele (altare), Uriele, Gabriele, Michele (parete destra), Geudiele, Barachiele e Sealtiele (parete sinistra), provenienti dalla bottega di Giuseppe Antonio Lonis e recentemente restaurate. Opera del Lonis è anche il Crocifisso nella prima cappella a sinistra. La seconda cappella a sinistra è dedicata a San Salvatore da Horta e vi si venera una sua scapola, custodita all'interno di un reliquiario, un antico dipinto che lo rappresenta e l'arca in pietra che ne ha custodito il corpo. Il presbiterio venne rimaneggiato male negli anni '80 del XX secolo per essere adeguato alla riforma liturgica del Concilio Vaticano II; ospita l'altare maggiore, in granito, e il coro ligneo dei frati. Il convento include un interessante chiostro.